# Canon EOS 40D
La Canon EOS 40D es una cámara réflex digital de 10.1 megapixeles. Es parte de la línea de cámaras Canon EOS y sucede a la EOS 30D.
Canon anunció la cámara el 20 de agosto de 2007. La cámara salió al mercado al final del mismo mes

## Descripción y características
La 40D tiene muchas características similares a su predecesora, la 30D. Esto incluye varios modos de disparo, capacidad de cambiar el valor ISO y el balance de blancos, un pop-up flash, y una pantalla LCD. La pantalla LCD es de mayor tamaño (3,0 "), y tiene una mayor resolución (640x480 píxeles) que cualquier modelo anterior.
La 40D tiene más píxeles (10,1 megapíxeles), por lo tanto, mayor resolución de tiro que su predecesor, y puede guardar imágenes en un formato RAW de 14 bits.
La cámara tiene Live View, introducido por primera vez en este modelo, que permite a los fotógrafos utilizar la pantalla LCD como visor. La 40D agrega autoenfoque por detección de rostros y autoenfoque por contraste, lo que elimina la necesidad de bajar el espejo durante el enfoque automático cuando se usa LiveView. Debido a que el sensor de espejo tiene que estar en la posición de bloqueo, el ruido del obturador es limitado en este modo. La 40D también tiene un botón dedicado para activar LiveView.
- 10.1 megapixel APS-C CMOS sensor
- Pantalla LCD de 3.0" VGA
- Modo LiveView
- Autoenfoque con 9 puntos tipo cruz centrales
- Selección de modos de enfoque y de medición
- Flash Integrado
- Sistema Integrado de Limpieza Canon EOS
- ISO 100-1600 (3200 con función personalizada)
- Disparo continuo hasta a 6.5fps (75 imágenes (JPEG), 17 imágenes (RAW))
- Procesador de imágenes DIGIC III
- Lentes Canon EF/EF-S
- Salida de video PAL/NTSC
- Formatos de archivo: JPEG, RAW, sRAW1
- Escritura simultánea RAW & JPEG
- Interfaz USB 2.0
- Baterías BP-511/BP-511A o BP-512/BP-514
- Peso 0.730 kg

## Mejoras
Los cambios sobre la 30D incluyen un sensor de mayor resolución (10,1 megapíxeles en lugar de 8,2 megapíxeles). El sensor también tiene un mejor control del ruido que los modelos anteriores. La sensibilidad ISO va hasta 1600 en modo estándar, y puede ser aumentado a 3200 a través del uso de una función personalizada. La velocidad del disparo continuo ha incrementado de 5 a 6.5 fotogramas por segundo
La cámara utiliza el nuevo procesador de imagen DIGIC III, el cual fue usado por primera vez en la EOS 1D Mark III, introducida el mismo año. El procesador ofrece una operación más rápida, la mejora del color y un tiempo de encendido casi inmediato. Un nuevo sistema de limpieza del sensor también se ha introducido. La cámara también puede usar el Transmisor inalámbrico de archivos Canon WFT-E3/E3A.
La 40D tiene una pantalla de 3" - Más grande que la 30D - pero la misma resolución de 320x240 píxeles.
Otras adiciones en la EOS 40D incluyen pantalla de enfoque intercambiable, un botón AF-ON, sistema de limpieza de sensor integrado para reducción de polvo en el sensor, bandas de goma alrededor de las puertas de batería y memoria CF para un sellado mejorado y dos accesorios nuevos opcionales: una versión con estabilizador del 18-55mm y un battery grip con sellado. 